# ناسي
ناسي (بالعبرية: נָשִׂיא) (بالإنجليزية: Nasi)‏ لقب ديني خاص يطلق على شخص له مكانة متميزة في الديانة اليهودية، والناسي يعني أمير في العبرية التوراتية، وأمير السنهدرين في العبرية المشنائية.تم استعمال هذا اللقب بحدود سنة 191 قبل الميلاد عندما فقد السنهدرين الثقة في قدرة الكهنة ذوي الرتب العالية على خدمتهم كقادة.
في العصور القديمة كان من واجبات الناسي هو الذي يعلن عن صوم أستير يوم 13 من آذار.
وقد حملت بعض الشخصيات المهمة في التاريخ اليهودي هذا اللقب، ومنهم يهوذا الناسي، الذي كان كبير محرري المشناه، بالإضافة إلى كونه ناسي السنهدرين.
وفي اللغة العبرية الحديثة، تغير معناها إلى رئيس.